# جائحة فيروس كورونا في بوتسوانا
توثق هذه المقالة آثار جائحة فيروس كورونا 2019-2020 في بوتسوانا، وقد لا تتضمن جميع الاستجابات والتدابير والإجراءات الرئيسية حتى الآن.

## خلفية
في 12 يناير 2020، أكدت منظمة الصحة العالمية عن ظهور فيروس كورونا المستجد كسبب للمرض التنفسي الذي أصاب مجموعة من الأشخاص في مدينة ووهان، مقاطعة خوبي، الصين، إذ أُبلغ عنهم إلى منظمة الصحة العالمية في 31 ديسمبر 2019. كانت نسبة الوفيات بين الحالات المُشخصة بكوفيد-19 أقل بكثير من جائحة فيروس سارس في عام 2003، لكن انتقال العدوى كان أكبر، والوفيات أيضًا.

## الجدول الزمني
في 30 مارس، سُجلت الحالات الثلاث الأولى في البلاد.
في 25 مارس، توفيت امرأة تبلغ من العمر 78 عامًا يشتبه في إصابتها بـ كوفيد-19 في راموتسوا. بعد أيام قليلة من وفاتها، عادت النتائج بشكل إيجابي مما جعلها الحالة الرابعة لكوفيد-19 في بوتسوانا. وقال تسوجواني نائب رئيس في تلفزيون بوتسوانا في بث مباشر على الهواء أن فرق التتبع التقطت 14 شخصًا آخر كانوا على اتصال بالمتوفى وتم إجراء الاختبارات عليهم. النتائج معلقة اعتبارًا من 1 أبريل.

## التدابير الوقائية
كإجراء وقائي، منعت الحكومة تجمعات أكثر من 50 شخصًا ودخول أشخاص من دول تعتبر عالية المخاطر.
في 24 مارس، أعلنت الحكومة إغلاق الحدود. يُسمح لمواطني بوتسوانا بالعودة ولكن يجب حجزهم في الحجر الصحي لمدة 14 يومًا. ومع ذلك، هناك قلق من أن الناس قد لا يزالون يدخلون بوتسوانا بشكل غير قانوني من زيمبابوي عن طريق تجنب المعابر الحدودية الرسمية.
عطلت قيود الوباء والسفر ما كان سيكون موسم صيد الأفيال الأول في بوتسوانا منذ عام 2014  وأثر على صناعة الماس.
في 31 مارس، ألقى رئيس بوتسوانا، موكويتسي ماسيسي خطابًا وأعلن حالة الطوارئ العامة بغرض اتخاذ تدابير مناسبة وصارمة لمعالجة المخاطر التي يمثلها وباء كوفيد-19. وقال الرئيس إن حالة الطوارئ العامة التي تستغرق 21 يومًا لن تكون كافية لاستخدام التدابير اللازمة لمكافحة الوباء. ستدخل حالة الطوارئ العامة حيز التنفيذ من الخميس 2 أبريل 2020 الساعة 00:00 بتوقيت جرينتش + 2 حتى الخميس 30 أبريل 2020 الساعة 00:00 بتوقيت غرينتش +2. يمكن العثور على الاستجابة الرئاسية الكاملة هنا: استجابة بوتسوانا لوباء كوفيد-19